# مگس (فیلم ۱۹۵۸)
مگس (انگلیسی: The Fly) فیلمی آمریکایی در سبک ترسناک و علمی–تخیلی به کارگردانی و تهیه‌کنندگی کورت نویمان است که در سال ۱۹۵۸ منتشر شد. فیلمنامه این کار توسط جیمز کلیول بر اساس داستانی کوتاه با همین نام اثر جرج لانگلان نوشته شده است. از بازیگران آن می‌توان به وینسنت پرایس، هربرت مارشال، کاتلین فریمن، بتی لو جرسون و توربن مایر اشاره کرد. این فیلم با همین عنوان در سال ۱۹۸۶ توسط دیوید کراننبرگ بازسازی شد.